# Hilton Waikoloa Village USTA Challenger 2007
L'Hilton Waikoloa Village USTA Challenger 2007 è stato un torneo di tennis facente parte della categoria ATP Challenger Series nell'ambito dell'ATP Challenger Series 2007. Il torneo si è giocato a Waikoloa negli Stati Uniti dal 22 al gennaio 28 2007 su campi in cemento e aveva un montepremi di $50 000.

## Vincitori

### Singolare
Michael Russell ha battuto in finale  Jamie Baker con il punteggio di 6–1, 7–5

### Doppio
Brendan Evans /  Scott Oudesma hanno battuto in finale  Scott Lipsky /  David Martin con il punteggio di 4–6, 6–3, [12-10]